# Шарафат Алі (футболіст)
Шарафат Алі (урду شرافت علی, нар. 1 червня 1966, Мултан) — пакистанський футболіст, який грав на позиції нападника. Відомий за виступами у клубі ВАПДА, а також у складі національної збірної Пакистану. Після закінчення виступів на футбольних полях — пакистанський футбольний тренер.

## Клубна кар'єра
Шарафат Алі розпочав займатися футболом у своєму рідному місті Мултан. У професійному футболі дебютував у 1983 році в складі команди ВАПДА, у якій грав до завешення виступів на футбольних полях у 1991 році, та двічі вигравав у його складі чемпіонат Пакистану.

## Виступи за збірну
З 1984 року Шарафат Алі грав у складі збірної Пакистану. У складі збірної футболіст брав участь у відбіркових турнірах до чемпіонату світу та Кубка Азії. У 1990 році футболіст у складі збірної брав участь у футбольному турнірі Азійських ігор. У складі збірної футболіст двічі ставав переможцем Південноазійських ігор. У складі збірної грав до 1991 року, загалом провів у її складі 20 матчів, у яких відзначився 4 забитими м'ячами.

## Тренерська кар'єра
У 2012—2021 роках Шарафат Алі працював асистентом головного треенера клубу ВАПДА.